# Альмохады
Альмохады (исп. almohades) от араб. аль-муваххидун (араб. الموحدون‎ — букв. «единобожники») — религиозное движение, а позже династия, правившая в 1121—1269 годах в Альмохадском халифате — государстве берберов Магриба. Основатель движения альмохадов — Ибн Тумарт. Он проповедовал особо строгое соблюдение идеи единства Бога (таухида), выступал против религиозной нетерпимости альморавидов.

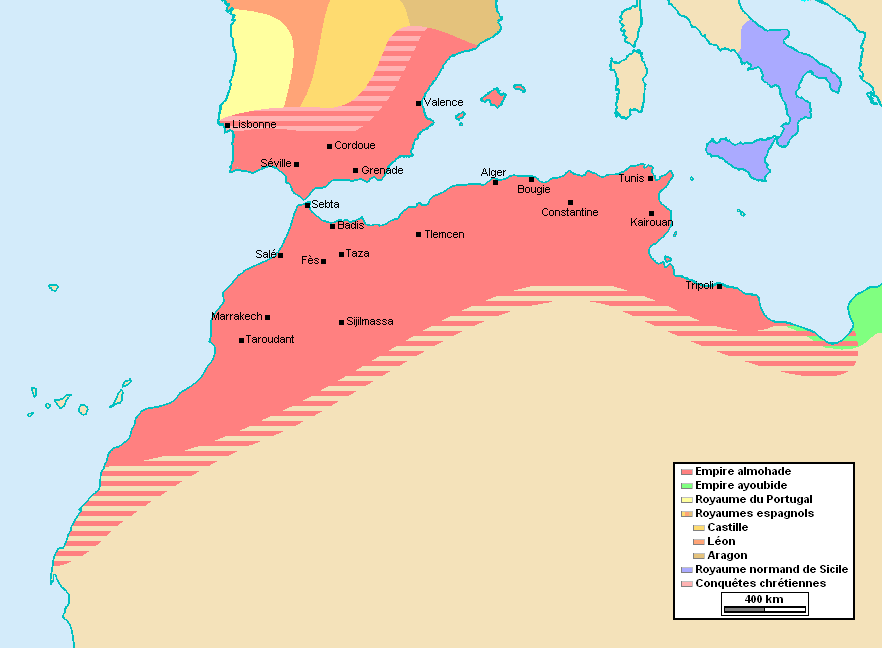
Держава Альмохадов в период наибольшего расширения

## История
В 1121 году Ибн Тумарт объявил войну альморавидам, а его преемник Абд аль-Мумин в 1146 году взял Марракеш и покончил с властью альморавидов. В 1130 году Абд аль-Мумин принял титул халифа.
В результате завоевательных походов (1151-53 и 1159-60) альмохады подчинили себе весь Магриб (северо-западную Африку) и Андалус и изгнали норманнов из прибрежных городов. При альмохадах ускорилась арабизация западного Магриба. Религиозные преследования и налоговый грабёж вызвали ряд восстаний, которые были жестоко подавлены. В 1195 году альмохады разгромили кастильцев при Аларкосе. В 1212 году объединённые войска Кастилии, Арагона и Наварры разбили альмохадов в битве при Лас-Навас-де-Толоса.
К 1248 году альмохады утратили почти все владения в Андалусе, кроме Гранадского эмирата. К этому времени в Магрибе от их государства отделились династии правителей Туниса (1229) и Тлемсена (1235). В 1269 берберские племена бану-мерин захватили Марракеш и положили конец правлению альмохадов.

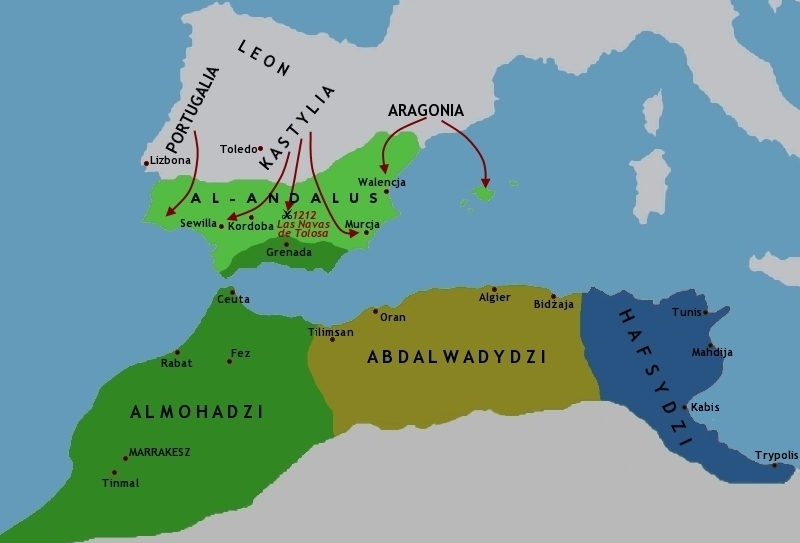
Государства, возникшие на основе владений Альмохадов

## Халифы
- Абд аль-Мумин (1130—1163)
- Абу Якуб Юсуф (1163—1184)
- Якуб аль-Мансур (1184—1199)
- Мухаммад ибн Якуб ан-Насир (1199—1213)
- Абу Якуб Юсуф аль-Мустансир (1213—1224)
- Абдул-Вахид I (1224)
- Абдуллах аль-Адиль (1224—1227)
- Абу Закария аль-Мутасим (1227—1235)
- Абу Ала аль-Мамун (1227—1232)
- Абд аль-Вахид ар-Рашид (1232—1242)
- Али Абуль-Хасан ас-Саид (1242—1248)
- Умар аль-Мустафик (1248—1266)
- Абу Дабус (1266—1269)